# 198673 Herrero
198673 Herrero este o planetă minoră (asteroid), cu un diametru de 6,595 km, din centura de asteroizi. A fost descoperită pe 19 ianuarie 2005 la Catalina Station⁠(d) de Catalina Sky Survey. 
Obiectul prezintă o orbită caracterizată de o semiaxă mare de 3,144760156465 UAi, o excentricitate de 0,076708083086765, o înclinație de 22,403311682662 ° în raport cu ecliptica.